# Jajva (fiume)
La Jajva è un fiume della Russia europea orientale, affluente di sinistra della Kama (bacino idrografico del Volga). Scorre nei rajon Aleksandrovskij e Usol'skij del Territorio di Perm'.

## Percorso
Il fiume ha origine dal versante occidentale degli Urali centrali (catena Kvarkuš); scorre successivamente nella loro regione pedemontana, mantenendo per la maggior parte del percorso direzione mediamente sud-occidentale. Alcune decine di chilometri a monte della foce volge il suo corso verso nord-ovest, mantenendo questa direzione fino alla sua foce nella Kama, in corrispondenza del bacino artificiale omonimo non lontano dalla città di Berezniki. Ha una lunghezza di 304 km, il suo bacino è di 6 250 km². Il maggior affluente è la Vil'va (lunga 107 km) proveniente dalla sinistra idrografica.

## Regime
Il fiume è gelato, in media, dai primi di novembre alla fine di aprile; nei mesi rimanenti, viene spesso utilizzato per la fluitazione del legname ed è navigabile negli ultimi 15 chilometri di corso.

## Bacino idrografico
La Jajva attraversa una regione poco popolata per ragioni climatiche; il principale centro urbano toccato dal fiume è la cittadina omonima.